# Цаплин, Алексей Иванович
Алексей Иванович Цаплин (11 марта 1913, с. Новочеркутино, Тамбовская губерния — 26 мая 1985, Воронеж) — участник Великой Отечественной войны, полный кавалер ордена Славы

## Биография
Из крестьян. Окончил 6 классов, работал на заводе, с 1934 по 1936 годы проходил службу в РККА.
Участник Великой Отечественной войны с марта 1942 г., служил рядовым, затем командиром сапёрного отделения 657-го отдельного сапёрного батальона 370-й стрелковой Краснознамённой дивизии, 69-я армия, 1-й Белорусский фронт.
Отличился в боях в районе дер. Голубево, Васильевщина, города Старая Русса (Новгородской области), городов Казимеж, Пулавы (Польша). Лично обезвредил более 600 различных мин противника, проделал множество проходов в проволочных заграждениях, чем способствовал успешному продвижению стрелковых подразделений.
Участник Парада Победы 24.06.1945 году в Москве.
В 1945 году был демобилизован. После войны работал слесарем на авиационном заводе в Воронеже. Похоронен на Юго-Западном кладбище Воронежа.

## Награды
- Орден Славы 3 степени (27 мая 1944)
- Орден Славы 2 степени (29 сентября 1944)
- Орден Славы 1 степени (1 октября 1968)
- орден Отечественной войны 1-й степени (1985)
- медали СССР.